# 国际聚变材料放射测试设施

IFMIF测试模块的示意图。

国际聚变材料放射测试设施（International Fusion Material Irradiation Facility，缩写：IFMIF），是一项国际科学研究项目，目的是测试核聚变反应堆所用墙壁材料的可用性。IFMIF将使用基于粒子加速器的中子源在适当的时间周期内产生大的但合适的中子流，以测试在极端情况下材料的长期行为，这些极端情况类似于反应堆内壁处的情况。
IFMIF将由两个平行的加速器构成，每个长约50米，用来产生氘核粒子束。用这些粒子束撞击锂元素组成的标靶后，可得到高能中子，进而照射材料样本和被测试成分。

The deuterium-tritium (D-T) fusion reaction, showing the waste free neutron emitted.

## 参与者
IFMIF的最初策划者是日本、欧盟、美国和俄罗斯，管理者是国际能源署（International Energy Agency）。自从2007年以来，它被日本和欧盟一直在聚变能研究领域通过更广泛的方法说服，通过IFMIF / EVEDA项目为IFMIF进行工程验证和工程设计活动。在欧洲研究基础设施战略论坛（ESFRI）发表的欧洲研究基础设施路线图报告中推荐了IFMIF的建设。

## 建设
IFMIF的建设准备工作按预期已经在2006年开始，尽管发挥其实际的测试功能至少被排在2017年之后。